# Vitorino Antunes
Vitorino Gabriel Pacheco Antunes (Freamunde, 1 april 1987) is een Portugees voetballer die doorgaans als linksback speelt. Hij verruilde Getafe CF in augustus 2020 voor Sporting Lissabon. Antunes debuteerde in 2007 in het Portugees voetbalelftal.

## Clubcarrière
Antunes debuteerde op 17-jarige leeftijd voor SC Freamunde. Na 44 wedstrijden in de Segunda Divisão, het derde hoogste niveau in Portugal, trok hij in juli 2006 als transfervrije speler naar Paços de Ferreira, dat actief is in de Primeira Liga. Na 25 wedstrijden in het shirt van Paços de Ferreira werd hij gelinkt aan onder meer Benfica, Sporting Clube de Portugal, Atlético Madrid, AJ Auxerre, Aston Villa and RSC Anderlecht. Op 29 augustus 2007, twee dagen voor het sluiten van de transfermarkt werd hij uitgeleend aan het Italiaanse AS Roma. Hij maakte zijn debuut voor AS Roma op 12 december 2007 in de Champions League tegen Manchester United. Na de wedstrijd werd hij in een poll op de clubsite verkozen tot man van de wedstrijd. Op 20 januari 2008 debuteerde hij in de Serie A tegen Catania. Op 2 april 2008 nam AS Roma Antunes definitief over. Het betaalde een bedrag van €1,2 miljoen euro aan Paços de Ferreira. Antunes tekende een vijfjarig contract bij de Romeinen. Onmiddellijk nadat hij definitief werd vastgelegd, werd hij uitgeleend aan US Lecce. In zes maanden speelde hij 10 wedstrijden voor Zuid-Italiaanse club. Daarna werd hij nog enkele malen uitgeleend aan AS Roma. Zo speelde Antunes in anderhalf jaar tijd voor Leixões SC, AS Livorno en het Griekse Panionios. In juli 2011 haalde zijn ex-club Paços de Ferreira hem terug. Hij tekende een driejarig contract bij de Portugezen. Op 31 januari 2013, de laatste dag van de winterse transferperiode, werd hij voor zes maanden uitgeleend aan het Spaanse Málaga CF.

## Interlandcarrière
Antunes was actief met Portugal –20 op het WK –20 in 2007 in Canada. Hij scoorde in de groepsfase tegen Mexico. Enkele maanden later debuteerde hij in het Portugees voetbalelftal.

## Erelijst
| Competitie             |         |                  |         |         |
| Competitie             | Aantal  | Jaren            |         |         |
| AS Roma                | AS Roma | AS Roma          | AS Roma | AS Roma |
| ---------------------- | ------- | ---------------- | ------- | ------- |
| Coppa Italia           | 1x      | 2007/08          |         |         |
| Dynamo Kiev            |         |                  |         |         |
| Kampioen Premjer Liha  | 2x      | 2014/15, 2015/16 |         |         |
| Beker van Oekraïne     | 1x      | 2014/15          |         |         |
| Oekraïense supercup    | 1x      | 2016             |         |         |
| Sporting CP            |         |                  |         |         |
| Kampioen Primeira Liga | 1x      | 2020/21          |         |         |
| Taça da Liga           | 1x      | 2020/21          |         |         |

1 Israel ·
2 Reis ·
3 St. Juste ·
5 Morita ·
6 Debast ·
8 Gonçalves ·
9 Gyökeres ·
10 Edwards ·
11 Santos ·
13 Kovačević ·
17 Trincão ·
19 Harder ·
20 Araújo ·
21 Catamo ·
22 Fresneda ·
23 Bragança ·
25 Inácio ·
26 Diomande ·
41 Callai ·
42 Hjulmand  ·
47 Esgaio ·
57 Quenda ·
72 Quaresma ·
Coach: Amorim